# 渡邉一美
渡邉 一美（わたなべ かずみ、1953年10月28日 - ）は、日本の実業家、有限会社とうふ工房わたなべ代表取締役。2018年より埼玉県比企郡ときがわ町の町長も務めている。

## 経歴
1953年、埼玉県に生まれる。
1979年、大学を卒業後に父・渡邊正一の経営する「渡邉商店」に就職する。
2002年に渡邊商店を「有限会社とうふ工房わたなべ」に変更し、代表取締役に就任する。
2018年、任期満了に伴うときがわ町長選挙に出馬し、無投票当選となった。なお、同日にときがわ町議選も行われており、こちらも無投票当選となっており、2006年の合併でときがわ町が誕生して以来、初の無投票選挙であった。前任の関口定男から、とうふ工房わたなべの経営手腕を買われて出馬要請、全面支援による出馬であった。「民間の経営感覚を行政に」をスローガンとし、町総合振興計画に基づく新規来訪者とリピーターの拡大などを訴っていた。

## とうふ工房わたなべ
とうふ工房わたなべは、埼玉県比企郡ときがわ町にある豆腐の製造、販売業者。
店舗はときがわ町の1店舗のみであるが、年商3億円以上の売上を出し、来店者数は年間で延べ20万人以上（数字は2016年時点）、単独店舗の売り上げとしては、日本国内で1位、2位を争う数字である。
豆腐屋ではあるが、観光施設としても成立しており、店舗周辺には第3駐車場まである。
豆腐以外にも、おからドーナツ、納豆などを販売している。

### 企業の特徴
「素性のわかる豆腐づくり」をテーマに掲げており、地元の農家が作った大豆を積極的に取り入れて、豆腐作りを行っている。
契約する大豆農家から有機大豆の全量買い取りを行っている。

### 企業の経歴
- 1946年に当時の明覚村で渡邊正一が「渡邉商店」として創業[4][5][7]。当初はコンニャク店であった[5][7]。
- 1951年、夏季にはコンニャクが売れないことから、豆腐の製造販売を始める[5][7]。

#### 営業スタイルの変更
1997年、それまでの卸売主体の営業スタイルから、自社店舗での店頭販売に注力するようになる。
1996年頃の日本では、遺伝子組み換え食品が問題視されるようになり、豆腐についても「国産大豆で豆腐をつくってほしい」という声が消費者から上がるようになっていた。渡邉商店の店主となっていた渡邉一美の耳にも、その声は届いていた。同時に、その当時に市場を席捲していたスーパーマーケットからは「ありえない安価な卸値」を要求されており、渡邉は辟易としていた。スーパーマーケットの提示する卸値ではまともな豆腐は作れないと判断した渡邉は、消費者への直接販売を検討するようになる。
ときがわ町の隣町である小川町で有機農業を営む金子美登から「有機大豆は1kg800円」と言われ、この大豆仕入れ価格では豆腐1丁が800円となることから、渡邉は有機大豆を諦めかける。しかし、金子は大豆の刈り取りにコンバインハーベスターを導入し、1kg500円の大豆栽培を実現した。渡邉も経営努力を重ねて、有機大豆の豆腐1丁を500円台にまで引き下げることに成功する。
渡邉が発奮した理由として、当時中学生だった娘の作文が挙げられる。娘の通う中学校には作文教育に熱心な教諭がおり、作文も多かったが、あるとき娘の作文が内閣総理大臣賞を受賞する。帝国ホテルでの表彰式に出かける娘の背中を見て、渡邉は「がんばれば日本一になれる。自分も味か、売り上げか、品質か、なにかの分野で日本一を目指そう」と考えるようになった。
「味で日本一」ならなんとかなるのではないかと考えた渡邉は、原料の大豆を良いものに変え、京都に通って豆腐づくりを学び、豆腐作りの技術向上に取り組んだ。その結果が実を結び、消費者やマスコミからの評価が上がり、徐々にブランド化が進んだ。
とうふ工房わたなべで販売されている豆腐は1丁280円で、スーパーマーケットで販売されている1丁80円前後で販売されれている一般的な豆腐よりも高値がつけられているが、年商3億5000万円を売り上げている（数字は2011年時点）。

### 企業の受賞歴
- 2004年
  - 埼玉県知事賞（農林業賞）[7]
- 2005年
  - 優良経営食料品小売店等全国コンクール 農林水産大臣賞[7]
- 2006年
  - 毎日新聞社主催 農業記録賞 優秀賞[7]
- 2018年
  - 第4回全国豆腐品評会
    - 霜里絹豆腐 - 金賞（農林水産省食料産業局長賞）[5][7]
    - 霜里木綿豆腐- 銀賞（全国農業協同組合連合会賞）[5][7]
- 2019年
  - 第5回全国豆腐品評会
    - 霜里絹豆腐 - 金賞（農林水産省食料産業局長賞）[7]
    - 霜里木綿豆腐- 銀賞（全国農業協同組合連合会賞）[7]
    - 霜里おぼろ豆腐 - 銅賞（全国豆腐連合会賞）[7]
- 2021年
  - Made in SAITAMA優良加工食品大賞2021
    - 霜里絹豆腐 -優秀賞[7]
- 2023年
  - 第7回全国豆腐品評会
    - 霜里きぬ豆腐 - 銀賞（全国農業協同組合連合会賞）[7]
    - 霜里もめん豆腐 - 4位[7]